# Raulands kommun
Raulands kommun (norska: Rauland kommune) var en kommun i Telemark fylke i södra Norge. Kommunen omfattade den östra delen av nuvarande Vinje kommun. Centralorten i Rauland heter Krossen, med 497 invånare 1 januari 2017.
I Rauland finns en avdelning av det 2018 instiftade Universitetet i Sørøst-Norge. Den är inriktad mot traditionell och folklig konst och kultur. Den har funnits där sedan 1971 och var ursprungligen en del av Telemark Lærarhøgskole. 
Vintersport och fjällturism är av betydelse för näringslivet i bygden.

## Administrativ historik
Raulands kommun upprättades 1860 genom utbrytning av Raulands socken (med 745 invånare) ur Vinje kommun samt Øyfjells socken (med 243 invånare) ur Lårdals kommun. Kommunen hade totalt 988 invånare vid upprättandet.
Den 1 januari 1964 gick Raulands kommun upp i Vinje kommun, som huvuddelen av kommunens område tidigare tillhört. Kommunens hade då 1 656 invånare.